# Plaza de España (Bucarest)
La Plaza de España (en rumano Piața Spania o Piața Spaniei) es una pequeña plaza en el Sector 2 de Bucarest, Rumanía al norte del casco antiguo de la ciudad. 
La plaza se encuentra entre el bulevar Dacia (Bulevardul Dacia) y la calle Dumbrava Roșie (Strada Dumbrava Roșie) y cercano al parque Ioanid y el parque Grădina Icoanei. 
En medio de la plaza hay un busto del escritor español Miguel de Cervantes y una pequeña fuente.

## Historia
La plaza se empezó a planificar en el Plan de Sistematización de Bucarest (Planul de sistematizare a Bucureștiului) en 1935. En 1953 se colocó el busto de Miguel de Cervantes. El busto fue realizado por Ion Jalea. Desde entonces se han hecho varios estudios sobre posibles remodelaciones de la actual plaza, como la construcción de una biblioteca pública y una ampliación del espacio peatonal de la plaza.